# Tosh Tarn
Der Tosh Tarn ist ein kleiner See oder Tarn im Lake District, Cumbria, England. Der Tosh Tarn liegt nördlich des Weilers Nether Wasdale und südlich des Buckbarrow in Wasdale. Der Tosh Tarn hat mehrere kleine Zuflüsse von der Flanke des Buckbarrow und sein unbenannter Abfluss mündet in den Cinderdale Beck.